# Manos Kelly
Manos Kelly fue una serie de historieta del oeste creada por Antonio Hernández Palacios en 1970 para la revista Trinca.

## Seriado
Manos Kelly fue seriada en la revista Trinca, de forma intercalada con El Cid. Posteriormente, fue recopilada por la propia editorial Doncel en tres álbumes monográficos y por «Les Humanoides Associés». La cuarta historieta apareció ya en 1984, en la revista "Rambla".
| Número     | Título               | Publicación           | Fecha                                    |
| ---------- | -------------------- | --------------------- | ---------------------------------------- |
| 1          | —                    | «Trinca» núm. 1 a 11, | noviembre de 1970 a abril de 1971        |
| Argumento: |                      |                       |                                          |
| 2          | «La montaña del oro» | «Trinca» núm. a 34    | último trimestre de 1971 a marzo de 1972 |
| Argumento: |                      |                       |                                          |
| 3          | «La tumba de oro»    | «Trinca» núm.         | Fines de 1972 a abril de 1973            |
| Argumento: |                      |                       |                                          |
| 4          | «La Guerra Cayuso»   | «Rambla» núm. 15 a 22 | Febrero de 1984 a septiembre de 1984     |
| Argumento: |                      |                       |                                          |

## Valoración
Obra de madurez de su autor, que se había dedicado anteriormente a la publicidad, Manos Kelly se eleva por encima de otros westerns de su tiempo gracias a su riguroso esfuerzo de documentación y su valor poético, según el crítico Javier Coma.